# Ivan Buljubašić
Ivan Buljubašić, hrvaški vaterpolist * 31. oktober 1987 Makarska, SFRJ.
Na poletnih olimpijskih igrah leta 2012 je tekmoval za hrvaško moško reprezentanco v vaterpolu, ki je prejela zlato medaljo.
Na klubski ravni Buljubašić igra za grški mogočni klub Olympiacos.